# Lékai János
Lékai János (szül. Leitner) írói álnevein: Köres, Lassen János, John Lassen (Varasd, 1895. június 17. – New York, 1925. július 17.) magyar író, újságíró, lapszerkesztő, politikus, publicista, magánhivatalnok, aki a Galilei Kör tagjaként sikertelen merényletet hajtott végre Tisza István ellen.

## Élete
Jómódú zsidó polgári családba született. Apja Leitner Lipót építési vállalkozó Horvátországból került a magyar fővárosba. Budapesten egy házban lakott Landler Jenővel. Már fiatalon szociális kérdésekkel foglalkozott és újságcikkeket publikált. Nővére is újságíróként dolgozott.

### Az emigrációig (1895-1919)
1917-től részt vett a munkásmozgalomban, tagja lett a Galilei Körnek, s az Ifjúmunkás, illetve a Ma munkatársaként dolgozott. 1918 elejétől a Korvin Ottó vezette antimilitarista csoporthoz (ún. forradalmi szocialistákhoz) tartozott, amely merényletet tervezett Tisza István volt magyar miniszterelnök ellen. „A Veronika utcai lakásban születik meg a Tisza-merénylet terve. Lékai János szót kér, ő tüdőbeteg, úgyis rövid ideig élhet, neki kell a merényletet végrehajtania. A többiek meghajolnak Lékai érvei előtt, ezúttal még [Korvin] Ottó [...] sem gondol arra, hogy a pisztolymerényletnél nem árt, ha a merénylő ért a fegyver használatához. Lékai kezében még sosem volt revolver, nem is tudja rendesen kezelni. Október 16-án Ottó a Seemann kávéház hátsó helyiségében megmutatja Lékainak, hogyan kell kezelni a revolvert. Rámutat egy ráncos öreg nőre: »Ez a Tisza felesége«. Lékai a Parlament IV. kapujánál várakozik. Megjelenik Tisza. Lékai rossz irányba indul el, mert Ottó a gróf feleségét összetévesztette egy jóval idősebb matrónával. Végül Lékai mégis Tisza közelébe férkőzik, de a fegyver csütörtököt mond, és a sofőr kiveri a merénylő kezéből. Ottó felhúzott ravaszú pisztolyt adott Lékainak, aki abban a hiszemben, hogy felhúzza a ravaszt, lecsukta azt.” Demény Pál visszaemlékezései szerint, a pisztolyt ő maga és Mosolygó Antal szerezte a mátyásföldi felvonógyáros Friedrich Istvántól, aki tudta, hogy milyen célra kell a fegyver. Másnap (október 17-én) délután 4 órakor letartóztatták Lékait, majd az őszirózsás forradalom alatt, október 31-én, a Tisza István elleni sikeres merénylet napján, a Magyar Nemzeti Tanács kiküldötteinek szóbeli utasítására szabadlábra helyezték. Novemberben részt vett a KMP és az Ifjúmunkások Országos Szervezetének megalapításában, az utóbbinak titkára is lett. Egyik kezdeményezője volt az IOSZ MSZDP-től való elszakadásának, és a Kommunista Ifjúmunkások Szövetségének (KIMSZ) megalakításának. Az év végétől szerkesztője volt Az Ifjú Proletár című lapnak. 1919 februárjában letartóztatták a KMP vezetőivel együtt. A Magyarországi Tanácsköztársaság alatt a Közoktatásügyi Népbiztosságon a tanoncképzési ügyosztályt vezette. Április hatodikán a KIMSZ egyik elnöke, annak első kongresszusán (1919. június 20.) ő tartotta a beszámolót, később pedig a kongresszus beválasztotta a Központi Vezetőségbe. Július végén a Kommunista Ifjúsági Internacionálé alakuló kongresszusára utazott, emiatt augusztus elsején, amikor a kommün megbukott, már Bécsben tartózkodott.

### Az emigrációban (1919-1925)
1919. november 20-án részt vett a Kommunista Ifjúsági Internacionálé II. kongresszusán, s a Vezető Bizottság póttagjává választották. 1920-ban a berlini Délkelet-Európai Irodájának vezetőjeként, illetve a Nyugat-Európai Altitkárság munkatársaként dolgozott. 1922 végén a Komintern határozata alapján utazott az Amerikai Egyesült Államokba, hogy az ottani magyar kommunista mozgalmat irányítsa. Itt az Új Előre című lapot szerkesztette, és John Lassen álnéven irodalmi tevékenységet folytatott. 1924 őszén letartóztatták, s csak óvadék ellenében engedték el, végül tüdőbajban halt meg, 1925-ben. A Kerepesi temetőben, a munkásmozgalmi parcellában nyugszik.

## Emlékezete
Korábban nevét viselte a mai Magyar Hajózási Szakgimnázium és Szakközépiskola és az Apor Vilmos tér.

## Művei
- A dollár országa (Moszkva, 1926)
- Múlt és Jövő (Bp., 1919)
- A rab; Forradalom; Megváltás (drámák, Lunacsarszkij előszavával, Moszkva, Goszizdat, 1921)
- Vörös és fehér (r., Új Előre, 1922 februárjától folytatásokban)
- Der Mensch (dráma három felvonásban, Konstanz, Wöhrle Verlag, 1923 )
- Das andere Amerika (Lipcse, 1924)
- Lékai János válogatott írásai (Budapest, Magvető kiadó, 1963)
- W. Pawlow und B. Köres : Die Aufgaben der kommunistischen Jugendorganisationen nach der Übernahme der Macht durch deas Proletariat. Aus der Praxis der kommunistischen Jugendinternationale (Berlin, Verlag Junge Garde, 1919)[8]